# Nintendo 64-játékok listája
| Régió              | Régió leírása                                               | Megjelent játékok |
| ------------------ | ----------------------------------------------------------- | ----------------- |
| JP (Japán)         | Japán, Hongkong and más NTSC-J terület.                     | 196               |
| NA (Észak-Amerika) | Észak-Amerika és más NTSC terület.                          | 296               |
| PAL                | PAL/SECAM területek: főként Európa, Ausztrália és Brazília. | 242               |

## Játékok
| Címe(k) | Megjelenés éve | Fejlesztő                      | Kiadó                           | Regió(k)       | Műfaj                               |
| --- | -------------- | ------------------------------ | ------------------------------- | -------------- | ----------------------------------- |
| 007: The World Is Not Enough                                                                                             | 2000           | Eurocom                        | Electronic Arts                 | NA, PAL        | akció/first-person shooter          |
| 1080° Snowboarding | 1998           | Nintendo                       | Nintendo                        | JP, NA, PAL    | sport/snowboard                     |
| 64 hanafuda: Tensi no jakuszoku                                                                                          | 1999           | Altron                         | Altron                          | JP             | kártyajáték                         |
| 64 ozumo | 1997           | Bottom Up                      | Bottom Up                       | JP             | sport/birkózás/szumó                |
| 64 ozumo 2 | 1999           | Bottom Up                      | Bottom Up                       | JP             | sport/birkózás/szumó                |
| 64 Trump Collection: Alice no vaku vaku Trump World                                                                      | 1998           | Bottom Up                      | Bottom Up                       | JP             | kártyajáték                         |
| Aero Fighters Assault •Sonic Wings AssaultJP                                                                             | 1997           | Paradigm Entertainment         | Video System                    | JP, NA, PAL    | szimuláció/harci repülő             |
| AeroGauge | 1997           | Pacific Coast Power & Light    | ASCII Entertainment             | JP, NA, PAL    | versenyzős/autós                    |
| AI sógi 3 | 1998           | I4                             | I4                              | JP             | társasjáték/stratégiai              |
| Aidyn Chronicles: The First Mage                                                                                         | 2001           | H2O Interactive                | THQ                             | NA, PAL        | kaland/szerepjáték                  |
| Air Boarder 64 | 1998           | Human Entertainment            | Human Entertainment             | JP, PAL        | sport/mutatványos                   |
| All-Star Baseball 99 | 1998           | Acclaim                        | Acclaim                         | NA, PAL        | sport/baseball                      |
| All-Star Baseball 2000                                                                                                   | 1999           | Acclaim                        | Acclaim                         | NA, PAL        | sport/baseball                      |
| All-Star Baseball 2001                                                                                                   | 2000           | Acclaim                        | Acclaim                         | NA             | sport/baseball                      |
| All Star Tennis ’99 •Yannick Noah All Star Tennis ’99FRA                                                                 | 1999           | Smart Dog                      | Ubisoft                         | NA, PAL        | sport/tenisz                        |
| Animal Crossing •Dóbucu no moriJP                                                                                        | 2001           | Nintendo                       | Nintendo                        | JP             | szimuláció/élet                     |
| Armorines: Project S.W.A.R.M.                                                                                            | 1999           | Acclaim                        | Acclaim                         | NA, PAL        | akció/first-person shooter          |
| Army Men: Air Combat | 2000           | 3DO                            | 3DO                             | NA             | akció/kaland/lövöldözős             |
| Army Men: Sarge’s Heroes                                                                                                 | 1999           | 3DO                            | 3DO                             | NA, PAL        | akció/kaland/lövöldözős             |
| Army Men: Sarge’s Heroes 2                                                                                               | 2000           | 3DO                            | 3DO                             | NA             | kaland/kaland/lövöldözős            |
| Asteroids Hyper 64 | 1999           | Syrox Developments             | Crave Entertainment             | NA             | árkád/kaland/lövöldözős             |
| Automobili Lamborghini •Super Speed Race 64JP                                                                            | 1997           | Titus Software                 | Titus SoftwareTaito Corporation | JP, NA, PAL    | versenyzős/autós                    |
| Bakurecu muteki Bangai-O                                                                                                 | 1999           | Treasure                       | ESP                             | JP             | kaland/kaland                       |
| Bakuso dzsinszei 64: Mezasze! Resort O                                                                                   | 1998           | Taito Corporation              | Taito Corporation               | JP             | társasjáték                         |
| Banjo-Kazooie •Banjo to Kazooie no daibókenJP                                                                            | 1998           | Rare                           | Nintendo                        | JP, NA, PAL    | kaland/3D platformer                |
| Banjo-Tooie •Banjo to Kazooie no daibóken 2JP                                                                            | 2000           | Rare                           | Nintendo                        | JP, NA, PAL    | kaland/3D platformer                |
| Bass Hunter 64 | 1999           | Gear Head Entertainment        | Take-Two Interactive            | NA, PAL        | sport/horgászós                     |
| Bass Masters 2000 | 1999           | Mass Media                     | THQ                             | NA             | sport/horgászós                     |
| Bass Rush: ECOGEAR PowerWorm Championship                                                                                | 2000           | Visco Corporation              | Visco Corporation               | JP             | sport/horgászós                     |
| Batman of the Future: Return of the Joker •Batman Beyond: Return of the JokerNA                                          | 2000           | Kemco                          | Ubisoft                         | NA, PAL        | kaland/kaland                       |
| BattleTanx | 1998           | 3DO                            | 3DO                             | NA             | szimuláció/tankcsata                |
| BattleTanx: Global Assault                                                                                               | 1999           | 3DO                            | 3DO                             | NA, PAL        | szimuláció/tankcsata                |
| Battlezone: Rise of the Black Dogs                                                                                       | 2000           | Climax Group                   | Crave Entertainment             | NA             | szimuláció/tankcsata                |
| Beetle Adventure Racing! •As Aventuras do FuscaBRZ •HSV Adventure RacingAUS                                              | 1999           | Paradigm Entertainment         | Electronic Arts                 | JP, NA, PAL    | versenyzős/autós/kaland             |
| Big Mountain 2000 •Snow SpeederJP                                                                                        | 1998           | Eutechnyx                      | SouthPeak Games                 | JP, NA         | versenyzős                          |
| Bio F.R.E.A.K.S. | 1998           | Saffire                        | Midway Games                    | NA, PAL        | árkád/verekedős                     |
| Blast Corps •Blast DozerJP                                                                                               | 1997           | Rare                           | Nintendo                        | JP, NA, PAL    | stratégiai/rombolós                 |
| Blues Brothers 2000 | 2000           | Player 1                       | Titus Software                  | NA, PAL        | kaland/3D platformer                |
| Body Harvest | 1998           | DMA Design                     | Midway Games                    | NA, PAL        | kaland/kaland/lövöldözős            |
| Bomberman 64 •Baku BombermanJP                                                                                           | 1997           | Hudson Soft                    | Nintendo                        | JP, NA, PAL    | kaland/logikai                      |
| Bomberman 64 | 2001           | Racjin                         | Hudson Soft                     | JP             | árkád/kaland/logikai                |
| Bomberman 64: The Second Attack •Baku Bomberman 2JP                                                                      | 1999           | Hudson Soft                    | Vatical Entertainment           | JP, NA         | kaland/kaland                       |
| Bomberman Hero •Bomberman Hero: Millian odzsoszama vo szukueJP                                                           | 1998           | Hudson Soft                    | Nintendo                        | JP, NA, PAL    | kaland/kaland/3D platformer         |
| Bottom of the 9th | 1999           | Konami                         | Konami                          | NA             | sport/baseball                      |
| Brunswick Circuit Pro Bowling                                                                                            | 1999           | Point of View                  | THQ                             | NA             | sport/Bowling                       |
| Buck Bumble | 1998           | Argonaut Games                 | Ubisoft                         | JP, NA, PAL    | kaland/kaland/lövöldözős            |
| A Bug’s Life | 1999           | Traveller’s Tales              | Activision                      | NA, PAL        | kaland/3D platformer                |
| Bust-A-Move 2: Arcade Edition                                                                                            | 1998           | Probe Entertainment            | Acclaim                         | NA, PAL        | árkád/kaland/logikai                |
| Bust-A-Move 3 DX •Bust-A-Move ‘99NA •Puzzle Bobble 64JP                                                                  | 1999           | Distinctive Developments       | Acclaim                         | JP, NA, PAL    | árkád/kaland/logikai                |
| California Speed | 1999           | Atari Games                    | Midway Games                    | NA             | versenyzős/autós                    |
| Carmageddon 64 | 2000           | SCi                            | Titus Software                  | NA, PAL        | versenyzős/harcolós                 |
| Castlevania •Akumadzsó Dracula mokusirokuJP                                                                              | 1999           | Konami                         | Konami                          | JP, NA, PAL    | kaland/3D platformer                |
| Castlevania: Legacy of Darkness •Akumadzsó Dracula mokusiroku gaiden: Legend of CornellJP                                | 1999           | Konami                         | Konami                          | JP, NA, PAL    | kaland/3D platformer                |
| Centre Court Tennis •Let’s SmashJP                                                                                       | 1998           | Hudson Soft                    | BigBen InteractiveHudson Soft   | JP, PAL        | sport/tenisz                        |
| Chameleon Twist | 1997           | Japan System Supply            | Sunsoft                         | JP, NA, PAL    | kaland/3D platformer                |
| Chameleon Twist 2 | 1999           | Japan System Supply            | Sunsoft                         | JP, NA, PAL    | kaland/3D platformer                |
| Charlie Blast’s Territory                                                                                                | 1999           | Realtime Associates            | Kemco                           | NA, PAL        | stratégiai/logikai                  |
| Chopper Attack •Wild ChoppersJP                                                                                          | 1998           | SETA                           | Midway GamesSETA                | JP, NA, PAL    | szimuláció/helikopter/lövöldözős    |
| Choro Q 64 2: Hacsamecha Grand Prix Race                                                                                 | 1999           | Locomotive Games               | Takara                          | JP             | versenyzős/harcolós                 |
| Csokukan Night: Pro jakjú King                                                                                           | 1996           | Genki                          | Imagineer                       | JP             | sport/baseball                      |
| Csokukan Night: Pro jakjú King 2                                                                                         | 1999           | Genki                          | Imagineer                       | JP             | sport/baseball                      |
| ClayFighter 63⅓ | 1997           | Interplay                      | Interplay                       | NA, PAL        | árkád/verekedős                     |
| ClayFighter Sculptor’s Cut                                                                                               | 1998           | Interplay                      | Interplay                       | NA             | árkád/verekedős                     |
| Command & Conquer | 1999           | Westwood Studios               | Nintendo                        | NA, PAL        | stratégiai/valós idejű              |
| Conker’s Bad Fur Day | 2001           | Rare                           | Rare                            | NA, PAL        | kaland/kaland/3D platformer         |
| Cruis’n Exotica | 2000           | Gratuitous Games               | Midway Games                    | NA             | versenyzős/autós                    |
| Cruis’n USA | 1996           | Midway Games                   | Nintendo                        | NA, PAL        | versenyzős/autós                    |
| Cruis’n World | 1998           | Midway Games                   | Nintendo                        | NA, PAL        | versenyzős/autós                    |
| Custom Robo | 1999           | Noise                          | Nintendo                        | JP             | árkád/verekedős/robotos             |
| Custom Robo V2 | 2000           | Noise                          | Nintendo                        | JP             | árkád/verekedős/robotos             |
| CyberTiger | 2000           | Saffire                        | Electronic Arts                 | NA, PAL        | sport/golf                          |
| Daffy Duck starring as Duck Dodgers •Duck Dodgers starring Daffy DuckNA                                                  | 2000           | Paradigm Entertainment         | Atari Games                     | NA, PAL        | kaland/3D platformer                |
| Daikatana | 2000           | Kemco                          | Kemco                           | JP, NA, PAL    | kaland/first-person shooter         |
| Dance Dance Revolution Disney Dancing Museum                                                                             | 2000           | Konami                         | Konami                          | JP             | árkád/táncolós                      |
| Dark Rift •Space DynamitesJP                                                                                             | 1997           | Kronos Digital                 | Vic Tokai                       | JP, NA, PAL    | árkád/verekedős                     |
| Densa de Go! 64 | 1999           | Taito Corporation              | Taito Corporation               | JP             | szimuláció/vasút                    |
| Derby Stallion 64 | 1999           | Parity Bit                     | Media Factory                   | JP             | sport/lóverseny                     |
| Destruction Derby 64 | 1999           | Looking Glass Studios          | THQ                             | NA, PAL        | versenyzős/harcolós                 |
| Dezaemon 3D | 1998           | Athena                         | Athena                          | JP             | kaland/shoot 'em up                 |
| Diddy Kong Racing | 1997           | Rare                           | Rare                            | JP, NA, PAL    | versenyzős/kaland/harcolós          |
| Donald Duck’s Quack Attack •Donald Duck: Goin’ QuackersNA                                                                | 2000           | Ubisoft                        | Ubisoft                         | NA, PAL        | kaland/3D platformer                |
| Disney’s Tarzan | 2000           | Eurocom                        | Activision                      | NA, PAL        | kaland/3D platformer                |
| Donkey Kong 64 | 1999           | Rare                           | Nintendo                        | JP, NA, PAL    | kaland/kaland/3D platformer         |
| Doom 64 | 1997           | Midway Games                   | Midway Games                    | JP, NA, PAL    | first-person shooter                |
| Doraemon: Nobita to miccu no szeireiszeki                                                                                | 1997           | Epoch                          | Epoch                           | JP             | kaland/3D platformer                |
| Doraemon 2: Nobita to hikari no sinden                                                                                   | 1998           | Epoch                          | Epoch                           | JP             | kaland/3D platformer                |
| Doraemon 3: Nobita no macsi SOS!                                                                                         | 2000           | Epoch                          | Epoch                           | JP             | kaland/3D platformer                |
| Dr. Mario 64 | 2001           | Nintendo                       | Nintendo                        | NA             | árkád/kaland/logikai                |
| Dual Heroes | 1998           | Hudson Soft                    | Electro Brain                   | JP, NA, PAL    | árkád/verekedős                     |
| Duke Nukem 64 | 1997           | Eurocom                        | GT Interactive                  | NA, PAL        | first-person shooter                |
| Duke Nukem: Zero Hour | 1999           | Eurocom                        | GT Interactive                  | NA, PAL        | lövöldözős                          |
| Earthworm Jim 3D | 1999           | VIS Entertainment              | Rockstar Games                  | NA, PAL        | kaland/kaland/3D platformer         |
| ECW Hardcore Revolution                                                                                                  | 2000           | Acclaim                        | Acclaim                         | NA, PAL        | sport/birkózás                      |
| Eiko no Saint Andrews | 1996           | SETA                           | SETA                            | JP             | sport/golf                          |
| Elmo’s Letter Adventure                                                                                                  | 1999           | Realtime Associates            | NewKidCo                        | NA             | oktatójáték/minijáték               |
| Elmo’s Number Journey | 1999           | Realtime Associates            | NewKidCo                        | NA             | oktatójáték/minijáték               |
| Excitebike 64 | 2000           | Left Field Productions         | Nintendo                        | JP, NA, PAL    | versenyzős/szimuláció/motorkerékpár |
| Extreme-G | 1997           | Probe Entertainment            | Acclaim                         | JP, NA, PAL    | versenyzős/harcolós                 |
| Extreme-G 2 | 1998           | Probe Entertainment            | Acclaim                         | JP, NA, PAL    | versenyzős/harcolós                 |
| F-1 World Grand Prix | 1998           | Paradigm Entertainment         | Nintendo                        | JP, NA, PAL    | versenyzős/nagydíj                  |
| F-1 World Grand Prix II                                                                                                  | 2000           | Paradigm Entertainment         | Video System                    | PAL            | versenyzős/nagydíj                  |
| F-Zero X | 1998           | Nintendo                       | Nintendo                        | JP, NA, PAL    | versenyzős/harcolós                 |
| F1 Pole Position 64 •Human Grand Prix: The New GenerationJP                                                              | 1997           | Human Entertainment            | Ubisoft                         | JP, NA, PAL    | versenyzős/nagydíj                  |
| F1 Soccer Championship                                                                                                   | 2000           | Ubisoft                        | Ubisoft                         | PAL            | versenyzős/nagydíj                  |
| Famista 64 | 1997           | Namco                          | Namco                           | JP             | sport/baseball                      |
| FIFA ’99 | 1998           | Electronic Arts                | Electronic Arts                 | NA, PAL        | sport/labdarúgás                    |
| FIFA: Road to World Cup 98                                                                                               | 1997           | Electronic Arts                | Electronic Arts                 | JP, NA, PAL    | sport/labdarúgás                    |
| FIFA 64 •FIFA Soccer 64NA                                                                                                | 1997           | Electronic Arts                | Electronic Arts                 | NA, PAL        | sport/labdarúgás                    |
| Fighters Destiny •Fighting CupJP                                                                                         | 1998           | Imagineer                      | Ocean                           | JP, NA, PAL    | árkád/verekedős                     |
| Fighter Destiny 2 •Kakuto denso: F-Cup ManiaxJP                                                                          | 2000           | Imagineer                      | SouthPeak Games                 | JP, NA         | árkád/verekedős                     |
| Fighting Force 64 | 1999           | Core Design                    | Crave Entertainment             | NA, PAL        | kaland/kaland/verekedős             |
| Flying Dragon •Hirjú ken TwinJP                                                                                          | 1998           | Culture Brain                  | Natsume                         | JP, NA, PAL    | árkád/verekedős                     |
| Forsaken •Forsaken 64NA                                                                                                  | 1998           | Probe Entertainment            | Iguana UK                       | NA, PAL        | kaland/kaland/lövöldözős            |
| Fox Sports College Hoops ’99                                                                                             | 1998           | Z-Axis                         | Fox Interactive                 | NA             | sport/kosárlabda                    |
| Fusigi no Dungeon: Fúrai no Siren 2: Oni súrai! Siren-dzsó!                                                              | 2000           | Chunsoft                       | Chunsoft                        | JP             | kaland/szerepjáték                  |
| G.A.S.P!! Fighters’ NEXTream •Deadly ArtsNA                                                                              | 1998           | Konami                         | Konami                          | JP, NA, PAL    | árkád/verekedős                     |
| Gauntlet Legends | 1998           | Atari Games                    | Midway Games                    | JP, NA, PAL    | kaland/kaland/Hack and Slash        |
| Getter Love!! | 1998           | Hudson Soft                    | Hudson Soft                     | JP             | szimuláció                          |
| Gex 3: Deep Cover Gecko                                                                                                  | 1999           | Gratuitous Games               | Crave Entertainment             | NA, PAL        | kaland/3D platformer                |
| Gex 64: Enter the Gecko                                                                                                  | 1998           | Realtime Associates            | Midway Games                    | NA, PAL        | kaland/3D platformer                |
| Glover | 1998           | Interactive Studios            | Hasbro Interactive              | NA, PAL        | kaland/3D platformer                |
| Goemon mononoke szugoroku                                                                                                | 1998           | Konami                         | Konami                          | JP             | társasjáték/minijáték               |
| Golden Nugget 64 | 1998           | Westwood Studios               | Electronic Arts                 | NA             | szerencsejáték/kaszinó              |
| GoldenEye 007 | 1997           | Rare                           | Nintendo                        | JP, NA, PAL    | kaland/first-person shooter         |
| GT 64: Championship Edition •City Tour Grandprix: Zen Nihon GT szensukenJP                                               | 1998           | Imagineer                      | OceanImagineer                  | JP, NA, PAL    | versenyzős/autós                    |
| Hamster Monogatari 64 | 2001           | Culture Brain                  | Culture Brain                   | JP             | szimuláció/szerepjáték/minijáték    |
| Harvest Moon 64 •Bokudzsó monogatariJP                                                                                   | 1999           | Toy Box Creative               | Natsume                         | JP, NA         | szimuláció/szerepjáték              |
| Heiva pacsinko World 64                                                                                                  | 1997           | Shouei System                  | Shouei System                   | JP             | szerencsejáték/pacsinko             |
| Hercules: The Legendary Journeys                                                                                         | 2000           | Player 1                       | Titus Software                  | NA, PAL        | kaland/kaland                       |
| Hexen | 1997           | Software Creations             | GT Interactive                  | JP, NA, PAL    | kaland/first-person shooter         |
| Hey You, Pikachu! •Pikachu genki decsuJP                                                                                 | 1998           | Ambrella                       | Nintendo                        | JP, NA         | szimuláció/élet                     |
| Holy Magic Century •Quest 64NA •Eltale MonstersJP                                                                        | 1998           | Imagineer                      | Imagineer THQ Konami            | JP, NA, PAL    | kaland/szerepjáték                  |
| Hot Wheels Turbo Racing                                                                                                  | 1999           | Stormfront Studios             | Electronic Arts                 | NA, PAL        | versenyzős/mutatványos              |
| Hybrid Heaven | 1999           | Konami                         | Konami                          | JP, NA, PAL    | kaland/kaland                       |
| Hydro Thunder | 2000           | Eurocom                        | Midway Games                    | NA, PAL        | versenyzős/motorcsónak              |
| Ide Joszuke no madzsong dzsuku                                                                                           | 2000           | SETA                           | SETA                            | JP             | szerencsejáték/madzsong             |
| Iggy’s Reckin’ Balls •Iggy-kun no Bura2PoyonJP                                                                           | 1998           | Iguana Entertainment           | Acclaim                         | JP, NA, PAL    | versenyzős/harcolós                 |
| Indiana Jones and the Infernal Machine                                                                                   | 2000           | Factor 5                       | LucasArts                       | NA             | kaland/kaland/3D platformer         |
| Indy Racing 2000 | 2000           | Paradigm Entertainment         | Infogrames                      | NA             | versenyzős/autós                    |
| International Superstar Soccer '98 •Dzsikkjó World Soccer: World Cup France ’98JP                                        | 1998           | Konami                         | Konami                          | JP, NA, PAL    | sport/labdarúgás                    |
| International Superstar Soccer 2000 •Dzsikkjó J-League 1999: Perfect Striker 2JP                                         | 1999           | Konami                         | Konami                          | JP, NA, PAL    | sport/labdarúgás                    |
| International Superstar Soccer 64 •Dzsikkjó World Soccer 3JP                                                             | 1997           | Konami                         | Konami                          | JP, NA, PAL    | sport/labdarúgás                    |
| International Track & Field: Summer Games •International Track & Field 2000NA •Ganbare! Nippon! Olympics 2000JP          | 2000           | Konami                         | Konami                          | JP, NA, PAL    | sport/futószámok                    |
| Itoi Sigeszato no Bass curi No. 1                                                                                        | 2000           | HAL Laboratory                 | Nintendo                        | JP             | sport/horgászós                     |
| J-League Dynamite Soccer 64                                                                                              | 1997           | A-Max                          | Imagineer                       | JP             | sport/labdarúgás                    |
| J-League Eleven Beat 1997                                                                                                | 1997           | Hudson Soft                    | Hudson Soft                     | JP             | sport/labdarúgás                    |
| J. League Live 64 | 1997           | Electronic Arts                | Electronic Arts                 | JP             | sport/labdarúgás                    |
| J-League Tactics Soccer                                                                                                  | 1999           | ASCII Entertainment            | ASCII Entertainment             | JP             | sport/labdarúgás                    |
| Dzsango madzsongong madzsong-do 64                                                                                       | 1998           | Konami                         | Konami                          | JP             | szerencsejáték/madzsong             |
| Jeopardy! | 1998           | GameTek                        | GameTek                         | NA             | játékműsor                          |
| Jeremy McGrath Supercross 2000                                                                                           | 2000           | Acclaim                        | Acclaim                         | NA, PAL        | versenyzős/motorkerékpár            |
| Jet Force Gemini •Star TwinsJP                                                                                           | 1999           | Rare                           | Rare                            | JP, NA, PAL    | kaland/kaland                       |
| Dzsikkjó GI Stable | 1999           | Konami                         | Konami                          | JP             | sport/lóverseny                     |
| Dzsikkjó J. League: Perfect Striker                                                                                      | 1996           | Konami                         | Konami                          | JP             | sport/labdarúgás                    |
| Dzsikkjó Powerful Pro jakjú 4                                                                                            | 1997           | Konami                         | Konami                          | JP             | sport/baseball                      |
| Dzsikkjó Powerful Pro jakjú 5                                                                                            | 1998           | Konami                         | Konami                          | JP             | sport/baseball                      |
| Dzsikkjó Powerful Pro jakjú 6                                                                                            | 1999           | Konami                         | Konami                          | JP             | sport/baseball                      |
| Dzsikkjó Powerful Pro jakjú 2000                                                                                         | 2000           | Konami                         | Konami                          | JP             | sport/baseball                      |
| Dzsikkjó Powerful Pro jakjú Basic-ban 2001                                                                               | 2001           | Konami                         | Konami                          | JP             | sport/baseball                      |
| Dzsinszei Game 64 | 1999           | Takara                         | Takara                          | JP             | társasjáték                         |
| Ken Griffey, Jr.’s Slugfest                                                                                              | 1999           | Angel Studios                  | Nintendo                        | NA             | sport/baseball                      |
| Killer Instinct Gold | 1996           | Rare                           | Nintendo                        | NA, PAL        | árkád/verekedős                     |
| Kira tto kaikecu! 64 tanteidan                                                                                           | 1999           | Pandora Box                    | Imagineer                       | JP             | kaland/nyomozós/logikai             |
| Kirby 64: The Crystal Shards •Hosi no Kirby 64JP                                                                         | 2000           | HAL Laboratory                 | Nintendo                        | JP, NA, PAL    | kaland/2D platformer                |
| Knife Edge •Knife Edge: Nose Gunner                                                                                      | 1998           | Kemco                          | Kemco                           | JP, NA, PAL    | kaland/3D rail shooter              |
| Knockout Kings 2000 •Box Champions 2000GER                                                                               | 1999           | Black Ops Entertainment        | Electronic Arts                 | NA, PAL        | sport/Boxing                        |
| Kobe Bryant in NBA Courtside                                                                                             | 1998           | Left Field Productions         | Nintendo                        | NA, PAL        | sport/kosárlabda                    |
| Last Legion UX | 1999           | Yuke's                         | Hudson Soft                     | JP             | árkád/verekedős/robotos             |
| The Legend of Zelda: Majora’s Mask                                                                                       | 2000           | Nintendo                       | Nintendo                        | JP, NA, PAL    | kaland/kaland                       |
| The Legend of Zelda: Ocarina of Time                                                                                     | 1998           | Nintendo                       | Nintendo                        | JP, NA, PAL    | kaland/kaland                       |
| Lego Racers | 1999           | High Voltage Software          | Lego Media                      | NA, PAL        | versenyzős/harcolós                 |
| Lode Runner 3-D | 1999           | Big Bang                       | Infogrames                      | JP, NA, PAL    | kaland/stratégiai/logikai           |
| Lylat Wars •Star Fox 64 NA                                                                                               | 1997           | Nintendo                       | Nintendo                        | JP, NA, PAL    | kaland/Flight/3D rail shooter       |
| Mace: The Dark Age | 1997           | Atari Games                    | Midway Games                    | NA, PAL        | árkád/ 3D verekedős                 |
| Madden Football 64 | 1997           | Electronic Arts                | Electronic Arts                 | NA, PAL        | sport/amerikai futball              |
| Madden NFL 99 | 1998           | Electronic Arts                | Electronic Arts                 | NA, PAL        | sport/amerikai futball              |
| Madden NFL 2000 | 1999           | Electronic Arts                | Electronic Arts                 | NA             | sport/amerikai futball              |
| Madden NFL 2001 | 2000           | Electronic Arts                | Electronic Arts                 | NA             | sport/amerikai futball              |
| Madden NFL 2002 | 2001           | Electronic Arts                | Electronic Arts                 | NA             | sport/amerikai futball              |
| Magical Tetris Challenge                                                                                                 | 1999           | Capcom                         | Capcom                          | JP, NA, PAL    | árkád/kaland/logikai                |
| Madzsong 64 | 1997           | Chat Noir                      | Koei                            | JP             | szimuláció/szerencsejáték           |
| Madzsong horoki Classic                                                                                                  | 1997           | Imagineer                      | Imagineer                       | JP             | szimuláció/szerencsejáték           |
| Madzsong Master | 1996           | Konami                         | Konami                          | JP             | szimuláció/szerencsejáték           |
| Major League Baseball featuring Ken Griffey, Jr.                                                                         | 1998           | Angel Studios                  | Nintendo                        | NA, PALAUS     | sport/baseball                      |
| Mario Golf | 1999           | Camelot                        | Nintendo                        | JP, NA, PAL    | sport/golf                          |
| Mario Kart 64 | 1996           | Nintendo                       | Nintendo                        | JP, NA, PAL    | versenyzős/harcolós                 |
| Mario no Photopi | 1998           | Tokyo Electron                 | Tokyo Electron                  | JP             | fényképezős/logikai                 |
| Mario Party | 1998           | Hudson Soft                    | Nintendo                        | JP, NA, PAL    | társasjátéks                        |
| Mario Party 2 | 1999           | Hudson Soft                    | Nintendo                        | JP, NA, PAL    | társasjátéks                        |
| Mario Party 3 | 2000           | Hudson Soft                    | Nintendo                        | JP, NA, PAL    | társasjátéks                        |
| Mario Tennis •Mario Tennis 64JP                                                                                          | 2000           | Camelot                        | Nintendo                        | JP, NA, PAL    | sport/tenisz                        |
| Masters ’98: Haruka naru Augusta                                                                                         | 1997           | T&E Soft                       | T&E Soft                        | JP             | sport/golf                          |
| Mega Man 64 •Rockman Dash: Hagane no bokensinJP                                                                          | 2000           | Capcom                         | Capcom                          | JP, NA         | kaland/kaland                       |
| Michael Owen’s WLS 2000 •Mia Hamm 64 SoccerNA •RTL World League Soccer 2000GER •Telefoot Soccer 2000FRA                  | 2000           | Silicon Dreams Studio          | THQSouthPeak Games              | NA, PAL        | sport/labdarúgás                    |
| Mickey’s Speedway USA •Mickey no Racing Challenge USAJP                                                                  | 2000           | Rare                           | Nintendo                        | JP, NA, PAL    | versenyzős/harcolós                 |
| Micro Machines 64 Turbo                                                                                                  | 1999           | Codemasters                    | Midway Games                    | NA, PAL        | versenyzős/harcolós                 |
| Midway’s Greatest Arcade Hits: Volume 1                                                                                  | 2000           | Digital Eclipse                | Midway Games                    | NA             | árkád/válogatás                     |
| Mike Piazza’s Strike Zone                                                                                                | 1998           | Devil’s Thumb Entertainment    | GT Interactive                  | NA             | sport/baseball                      |
| Milo’s Astro Lanes | 1998           | Player 1                       | Crave Entertainment             | NA, PAL        | sport/bowling                       |
| Mischief Makers •Juke juke!! Trouble MakersJP                                                                            | 1997           | Treasure                       | Nintendo                        | JP, NA, PAL    | kaland/kaland/2D platformer         |
| Mission: Impossible | 1998           | Infogrames                     | Ocean                           | NA, PAL        | kaland/kaland                       |
| Monaco Grand Prix: Racing Simulation 2 •Monaco Grand Prix •Racing Simulation: Monaco Grand PrixUK •Racing Simulation2GER | 1999           | Ubisoft                        | Ubisoft                         | NA, PAL        | versenyzős/autós                    |
| Monopoly | 1999           | Mind’s Eye                     | Hasbro Interactive              | NA             | társasjátéks                        |
| Monster Truck Madness 64                                                                                                 | 1999           | Edge of Reality                | Rockstar Games                  | NA, PAL        | versenyzős/autós/off-road           |
| Morita sógi 64 | 1998           | SETA                           | SETA                            | JP             | társasjáték/stratégiai              |
| Mortal Kombat 4 | 1998           | Eurocom                        | Midway Games                    | NA, PAL        | árkád/verekedős                     |
| Mortal Kombat Mythologies: Sub-Zero                                                                                      | 1997           | Avalanche Software             | Midway Games                    | NA, PAL        | kaland/kaland/2D verekedős          |
| Mortal Kombat Trilogy | 1996           | Midway Games                   | Midway Games                    | NA, PAL        | árkád/verekedős                     |
| MRC: Multi-Racing Championship                                                                                           | 1997           | Genki                          | Ocean                           | JP, NA, PAL    | versenyzős/autós                    |
| Ms. Pac-Man Maze Madness                                                                                                 | 2000           | Mass Media                     | Namco                           | NA             | árkád/kaland/labirintus             |
| Mystical Ninja Starring Goemon •Ganbare Goemon: Neo momojama bakufu no odoriJP                                           | 1997           | Konami                         | Konami                          | JP, NA, PAL    | kaland/kaland                       |
| Mystical Ninja 2: Starring Goemon •Goemon’s Great AdventureNA •Ganbare Goemon: Dero dero docsu obake tenko moriJP        | 1998           | Konami                         | Konami                          | JP, NA, PAL    | kaland/2D platformer                |
| Nagano Winter Olympics ’98 •Hyper Olympics in NaganoJP                                                                   | 1997           | Konami                         | Konami                          | JP, NA, PAL    | sport/téli sportok                  |
| Namco Museum 64 | 1999           | Mass Media                     | Namco                           | NA             | árkád/válogatás                     |
| NASCAR 99 | 1998           | Stormfront Studios             | Electronic Arts                 | NA, PAL        | szimuláció/versenyzős/autós         |
| NASCAR 2000 | 1999           | Stormfront Studios             | Electronic Arts                 | NA             | szimuláció/versenyzős/autós         |
| NBA Courtside 2: Featuring Kobe Bryant                                                                                   | 1999           | Left Field Productions         | Nintendo                        | NA             | sport/kosárlabda                    |
| NBA Hangtime | 1997           | Midway Games                   | Midway Games                    | NA, PAL        | sport/kosárlabda                    |
| NBA in the Zone 2000 | 2000           | Konami                         | Konami                          | NA, PAL        | sport/kosárlabda                    |
| NBA Jam ’99 | 1998           | Iguana Entertainment           | Acclaim                         | NA, PAL        | sport/kosárlabda                    |
| NBA Jam 2000 | 1999           | Iguana Entertainment           | Acclaim                         | NA, PAL        | sport/kosárlabda                    |
| NBA Live 99 | 1998           | NuFX                           | Electronic Arts                 | NA, PAL        | sport/kosárlabda                    |
| NBA Live 2000 | 1999           | NuFX                           | Electronic Arts                 | NA, PAL        | sport/kosárlabda                    |
| NBA Pro ’98 •NBA in the Zone ’98NA                                                                                       | 1998           | Konami                         | Konami                          | JP, NA, PAL    | sport/kosárlabda                    |
| NBA Pro ’99 •NBA in the Zone ’99NA •NBA in the Zone 2JP                                                                  | 1999           | Konami                         | Konami                          | JP, NA, PAL    | sport/kosárlabda                    |
| NBA Showtime: NBA on NBC                                                                                                 | 1999           | Eurocom                        | Midway Games                    | NA             | sport/kosárlabda                    |
| Neon Genesis Evangelion                                                                                                  | 1999           | BEC                            | Bandai                          | JP             | árkád/verekedős                     |
| New Japan Pro Wrestling: Tohkon Road Brave Spirits                                                                       | 1998           | Yuke’s                         | Hudson Soft                     | JP             | sport/birkózás                      |
| New Japan Pro Wrestling: Tohkon Road Brave Spirits 2, The Next Generation                                                | 1998           | Yuke's                         | Hudson Soft                     | JP             | sport/birkózás                      |
| The New Tetris | 1999           | H2O Entertainment              | Nintendo                        | NA, PAL        | árkád/kaland/logikai                |
| NFL Blitz | 1998           | Midway Games                   | Midway Games                    | NA             | sport/amerikai futball              |
| NFL Blitz 2000 | 1999           | Midway Games                   | Midway Games                    | NA             | sport/amerikai futball              |
| NFL Blitz 2001 | 2000           | Point of View                  | Midway Games                    | NA             | sport/amerikai futball              |
| NFL Blitz Special Edition                                                                                                | 2001           | Point of View                  | Midway Games                    | NA             | sport/amerikai futball              |
| NFL Quarterback Club ’98                                                                                                 | 1997           | Iguana Entertainment           | Acclaim                         | NA, PAL        | sport/amerikai futball              |
| NFL Quarterback Club ’99                                                                                                 | 1998           | Iguana Entertainment           | Acclaim                         | NA, PAL        | sport/amerikai futball              |
| NFL Quarterback Club 2000                                                                                                | 1999           | Iguana Entertainment           | Acclaim                         | NA, PAL        | sport/amerikai futball              |
| NFL QB Club 2001 | 2000           | High Voltage Software          | Acclaim                         | NA             | sport/amerikai futball              |
| NHL 99 | 1998           | MBL Research                   | Electronic Arts                 | NA, PAL        | sport/jégkorong                     |
| NHL Breakaway ’98 | 1998           | Iguana Entertainment           | Acclaim                         | NA, PAL        | sport/jégkorong                     |
| NHL Breakaway ’99 | 1998           | Iguana Entertainment           | Acclaim                         | NA, PAL        | sport/jégkorong                     |
| NHL Pro ’99 •NHL Blades of Steel ’99NA                                                                                   | 1999           | Konami                         | Konami                          | NA, PAL        | sport/jégkorong                     |
| Nightmare Creatures | 1998           | Kallisto Technologies          | Activision                      | NA             | kaland/kaland                       |
| Nintama Rantaró 64 Game Gallery                                                                                          | 2000           | Culture Brain                  | Culture Brain                   | JP             | árkád/kaland/logikai                |
| Nuclear Strike 64 | 1999           | Pacific Coast Power & Light    | THQ                             | NA, PAL        | szimuláció/repülő/3-D lövöldözős    |
| Nusi curi 64 | 1998           | Pack-In-Video                  | Pack-In-Video                   | JP             | sport/horgászós                     |
| Nusi curi 64: Siokaze ninotte                                                                                            | 2000           | VIS Interactive                | VIS Interactive                 | JP             | sport/horgászós                     |
| Off Road Challenge | 1998           | Avalanche Software             | Midway Games                    | NA, PAL        | versenyzős/autós/off-road           |
| Ogre Fighting 64: Person of Lordly Caliber                                                                               | 1999           | Quest                          | Atlus                           | JP, NA         | szerepjáték/stratégiai              |
| Olympic Hockey Nagano ’98                                                                                                | 1998           | Treyarch                       | Midway Games                    | JP, NA, PAL    | sport/jégkorong                     |
| Onegai Monster | 1999           | Bottom Up                      | Bottom Up                       | JP             | harcolós/stratégiai                 |
| Operation: Winback •WinbackNA                                                                                            | 1999           | Omega Force                    | Koei                            | JP, NA, PAL    | kaland/kaland/lövöldözős            |
| Pacsinko 365 nicsi | 1998           | SETA                           | SETA                            | JP             | szerencsejáték/pacsinko             |
| Paper Mario •Mario StoryJP                                                                                               | 2000           | Intelligent Systems            | Nintendo                        | JP, NA, PAL    | szerepjáték/kaland                  |
| Paperboy 64 | 1999           | High Voltage Software          | Midway Games                    | NA, PAL        | árkád/kaland                        |
| Parlor! Pro 64: Pacsinko dzsikki Simulation                                                                              | 1999           | Nihon Telenet                  | Nihon Telenet                   | JP             | szerencsejáték/pacsinko             |
| PD Ultraman Fighting Collection 64                                                                                       | 1999           | Bandai                         | Bandai                          | JP             | harcolós/stratégiai/szerepjáték     |
| Penny Racers •Choro Q 64JP                                                                                               | 1999           | Takara                         | THQ                             | JP, NA, PAL    | versenyzős/autós                    |
| Perfect Dark | 2000           | Rare                           | Rare                            | JP, NA, PAL    | kaland/first-person shooter         |
| PGA European Tour Golf •PGA European TourNA                                                                              | 2000           | Infogrames                     | Infogrames                      | NA, PAL        | sport/golf                          |
| Pilotwings 64 | 1996           | Paradigm Entertainment         | Nintendo                        | JP, NA, PAL    | szimuláció/Flight                   |
| Pocket Monsters Stadium                                                                                                  | 1998           | Nintendo                       | Nintendo                        | JP             | harcolós/stratégiai                 |
| Pokémon Puzzle League | 2000           | Nintendo                       | Nintendo                        | NA, PAL        | árkád/kaland/logikai                |
| Pokémon Snap •Pocket Monsters SnapJP                                                                                     | 1999           | HAL Laboratory                 | Nintendo                        | JP, NA, PAL    | lövöldözős/rail/fényképezős         |
| Pokémon Stadium •Pocket Monsters Stadium 2JP                                                                             | 1999           | Nintendo                       | Nintendo                        | JP, NA, PAL    | harcolós/stratégiai                 |
| Pokémon Stadium 2 •Pocket Monsters Stadium: Kin ginJP                                                                    | 2000           | Nintendo                       | Nintendo                        | JP, NA, PAL    | harcolós/stratégiai                 |
| Polaris SnoCross | 2000           | Vicarious Visions              | Vatical Entertainment           | NA             | szimuláció/hómobil/ versenyzős      |
| Power League 64 | 1997           | Hudson Soft                    | Hudson Soft                     | JP             | sport/baseball                      |
| Power Rangers Lightspeed Rescue                                                                                          | 2000           | Mass Media                     | THQ                             | NA, PAL        | kaland/kaland                       |
| PowerpThe Powerpuff Girls: Chemical X-traction                                                                           | 2001           | VIS Interactive                | BAM! Entertainment              | NA             | árkád/verekedős                     |
| Premier Manager 64 | 1999           | Gremlin Interactive            | Gremlin Interactive             | PAL            | sport/labdarúgás                    |
| Pro madzsong kivame 64                                                                                                   | 1997           | Athena                         | Athena                          | JP             | szerencsejáték/madzsong             |
| Pro sinan madzsong cuvamono 64: Dzsanszo Battle ni csószen                                                               | 1999           | Culture Brain                  | Culture Brain                   | JP             | szerencsejáték/madzsong             |
| Puyo Puyo Sun 64 | 1997           | Compile                        | Compile                         | JP             | árkád/kaland/logikai                |
| Puyo Puyo~n Party | 1999           | Compile                        | Compile                         | JP             | árkád/kaland/logikai                |
| Quake 64 | 1998           | Midway Games                   | Midway Games                    | NA, PAL        | first-person shooter                |
| Quake II | 1999           | Raster Productions             | Activision                      | NA, PAL        | first-person shooter                |
| Rainbow Six | 1999           | Saffire                        | Red Storm Entertainment         | NA, PAL        | first-person shooter                |
| Rakugakids | 1998           | Konami                         | Konami                          | JP, PAL        | árkád/verekedős                     |
| Rally Challenge 2000 •Rally ’99JP                                                                                        | 1999           | Genki                          | ImagineerSouthPeak Games        | JP, NA         | versenyzős/off-road                 |
| Rampage 2: Universal Tour                                                                                                | 1999           | Avalanche Software             | Midway Games                    | NA, PAL        | árkád/kaland/side scroller          |
| Rampage World Tour | 1998           | Saffire                        | Midway Games                    | NA, PAL        | árkád/kaland/side scroller          |
| Rat Attack! | 2000           | Pure Entertainment             | Mindscape                       | NA, PAL        | árkád/kaland/logikai                |
| Rayman 2: The Great Escape                                                                                               | 1999           | Ubisoft                        | Ubisoft                         | NA, PAL        | kaland/3D platformer                |
| Razor Freestyle Scooter                                                                                                  | 2001           | Titanium Studios               | Crave Entertainment             | NA             | sport/mutatványos/roller            |
| Re-Volt | 1999           | Acclaim                        | Acclaim                         | NA, PAL        | távirányítású/ versenyzős           |
| Ready 2 Rumble Boxing | 1999           | Point of View                  | Midway Games                    | NA, PAL        | sport/box                           |
| Ready 2 Rumble Boxing: Round 2                                                                                           | 2000           | Point of View                  | Midway Games                    | NA             | sport/box                           |
| Resident Evil 2 •Biohazard 2JP                                                                                           | 1999           | Angel Studios                  | Capcom                          | JP, NA, PAL    | kaland/kaland/lövöldözős            |
| Ridge Racer 64 | 2000           | Namco                          | Nintendo                        | NA, PAL        | versenyzős/autós                    |
| Road Rash 64 | 1999           | Pacific Coast Power & Light    | THQ                             | NA, PAL        | versenyzős/harcolós                 |
| Roadsters | 1999           | Titus Software                 | Titus Software                  | NA, PAL        | versenyzős/autós                    |
| Robot ponkoccu 64: Nanacu no umi no Caramel                                                                              | 1999           | Red Company                    | Hudson Soft                     | JP             | stratégiai/szerepjáték              |
| Robotron 64 | 1998           | Player 1                       | Crave Entertainment             | NA, PAL        | árkád/kaland/ lövöldözős            |
| Rocket: Robot on Wheels                                                                                                  | 1999           | Sucker Punch                   | Ubisoft                         | NA, PAL        | kaland/3D platformer                |
| Rugrats in Paris: The Movie                                                                                              | 2000           | Avalanche Software             | THQ                             | NA, PAL        | kaland/3D platformer                |
| Rugrats: Treasure Hunt •Rugrats: Scavenger HuntNA                                                                        | 1999           | Realtime Associates            | THQ                             | NA, PAL        | társasjáték                         |
| Rush 2: Extreme Racing USA                                                                                               | 1998           | Atari Games                    | Midway Games                    | NA, PAL        | versenyzős/autós                    |
| S.C.A.R.S. | 1999           | Vivid Image                    | Ubisoft                         | NA, PAL        | versenyzős/harcolós                 |
| Szaikjó habu sógi | 1996           | SETA                           | SETA                            | JP             | társasjáték/stratégiai              |
| San Francisco Rush | 1997           | Atari Games                    | Midway Games                    | NA, PAL        | versenyzős/autós                    |
| San Francisco Rush 2049                                                                                                  | 2000           | Atari Games                    | Midway Games                    | NA, PAL        | versenyzős/autós                    |
| Scooby-Doo! Classic Creep Capers                                                                                         | 2000           | Terraglyph Interactive Studios | THQ                             | NA, PAL        | kaland                              |
| SD Hirjú no ken denszecu                                                                                                 | 1999           | Culture Brain                  | Culture Brain                   | JP             | árkád/verekedős                     |
| Shadow Man | 1999           | Acclaim                        | Acclaim                         | NA, PAL        | kaland/kaland/lövöldözős            |
| Shadowgate 64: Trials of the Four Towers                                                                                 | 1999           | Infinite Ventures              | Kemco                           | JP, NA, PAL    | szerepjáték/logikai                 |
| SimCity 2000 | 1998           | Genki                          | Imagineer                       | JP             | szimuláció/város                    |
| Sin and Punishment | 2000           | Treasure                       | Nintendo                        | JP             | kaland/3D rail shooter              |
| Snowboard Kids | 1997           | Racdym                         | Atlus                           | JP, NA, PAL    | sport/snowboard                     |
| Snowboard Kids 2 •Csó Snowboard KidsJP                                                                                   | 1999           | Racdym                         | Atlus                           | JP, NA, PALAUS | sport/snowboard                     |
| South Park | 1998           | Iguana Entertainment           | Acclaim                         | NA, PAL        | kaland/first-person shooter         |
| South Park Rally | 2000           | Tantalus Interactive           | Acclaim                         | NA, PAL        | versenyzős/harcolós                 |
| South Park: Chef’s Luv Shack                                                                                             | 1999           | Iguana Entertainment           | Acclaim                         | NA, PAL        | játékműsor                          |
| Space Invaders | 1999           | Z-Axis                         | Activision                      | NA             | árkád/kaland/shoot 'em up           |
| Space Station Silicon Valley                                                                                             | 1998           | DMA Design                     | Take-Two Interactive            | NA, PAL        | kaland/logikai/3D platformer        |
| Spider-Man | 2000           | Edge of Reality                | Activision                      | NA             | kaland/kaland/3D platformer         |
| Star Soldier: Vanishing Earth                                                                                            | 1998           | Hudson Soft                    | Hudson Soft                     | JP, NA         | kaland/shoot 'em up                 |
| Star Wars: Episode I: Battle for Naboo                                                                                   | 2000           | Factor 5                       | LucasArts                       | NA, PAL        | kaland/lövöldözős                   |
| Star Wars Episode I: Racer                                                                                               | 1999           | LucasArts                      | Nintendo                        | JP, NA, PAL    | versenyzős/légpárnás hajó           |
| Star Wars: Rogue Squadron •Star Wars: Sucugeki! Rogue csutaiJP                                                           | 1998           | Factor 5                       | Nintendo                        | JP, NA, PAL    | kaland/lövöldözős                   |
| Star Wars: Shadows of the Empire •Star Wars: Teikoku no kageJP                                                           | 1996           | LucasArts                      | Nintendo                        | JP, NA, PAL    | kaland/kaland/lövöldözős            |
| StarCraft 64 | 2000           | Mass Media                     | Nintendo                        | NA, PALAUS     | stratégiai/valós idejű              |
| Starshot: Space Circus Fever                                                                                             | 1999           | Infogrames                     | Infogrames                      | NA, PAL        | kaland/kaland/3D platformer         |
| Stunt Racer 64 | 2000           | Boss Game Studios              | Midway Games                    | NA             | versenyzős/autós/mutatványos        |
| Super B-Daman: Battle Phoenix 64                                                                                         | 1998           | Hudson Soft                    | Hudson Soft                     | JP             | verekedős/minijáték                 |
| Super Bowling | 2000           | Athena                         | UFO Interactive                 | JP, NA         | sport/bowling                       |
| Super Mario 64 | 1996           | Nintendo                       | Nintendo                        | JP, NA, PAL    | kaland/kaland/3D platformer         |
| Super Robot Spirits | 1998           | Banpresto                      | Banpresto                       | JP             | árkád/verekedős/robotos             |
| Super Robot Wars 64 | 1999           | Banpresto                      | Banpresto                       | JP             | stratégiai/háborús/szerepjáték      |
| Super Smash Bros. •Dairanto Smash BrothersJP                                                                             | 1999           | HAL Laboratory                 | Nintendo                        | JP, NA, PAL    | árkád/verekedős                     |
| Supercross 2000 | 1999           | MBL Research                   | Electronic Arts                 | NA, PAL        | versenyzős/motorkerékpár            |
| Superman | 1999           | Titus Software                 | Titus Software                  | NA, PAL        | kaland/kaland/3D platformer         |
| Szuszume! Taiszen Puzzle dama: Tokon! Marutama csó                                                                       | 1998           | Konami                         | Konami                          | JP             | árkád/kaland/logikai                |
| Tamagocsi 64: Minna de Tamagocsi World                                                                                   | 1997           | Bandai                         | Bandai                          | JP             | társasjáték/nevelde                 |
| Taz Express | 2000           | Zed Two                        | Infogrames                      | PAL            | kaland/logikai/3D platformer        |
| Tetris 64 | 1998           | Amtex                          | SETA                            | JP             | árkád/kaland/logikai                |
| Tetrisphere | 1997           | H2O Entertainment              | Nintendo                        | NA, PAL        | árkád/kaland/logikai                |
| Tigger’s Honey Hunt | 2000           | Doki Denki Studio              | NewKidCo                        | NA, PAL        | kaland/2D platformer                |
| Tom and Jerry in Fists of Furry                                                                                          | 2000           | VIS Interactive                | NewKidCo                        | NA, PAL        | árkád/verekedős                     |
| Tonic Trouble | 1999           | Ubisoft                        | Ubisoft                         | NA, PAL        | kaland/kaland/3D platformer         |
| Tony Hawk’s Pro Skater 2                                                                                                 | 2001           | Edge of Reality                | Activision                      | NA, PAL        | sport/gördeszkázás                  |
| Tony Hawk’s Pro Skater 3                                                                                                 | 2002           | Edge of Reality                | Activision                      | NA             | sport/gördeszkázás                  |
| Tony Hawk’s Skateboarding •Tony Hawk’s Pro SkaterNA                                                                      | 2000           | Edge of Reality                | Activision                      | NA, PAL        | sport/gördeszkázás                  |
| Top Gear Hyper Bike | 2000           | Snowblind Studios              | Kemco                           | JP, NA, PAL    | versenyzős/motorkerékpár            |
| Top Gear Overdrive | 1998           | Snowblind Studios              | Kemco                           | JP, NA, PAL    | versenyzős/autós                    |
| Top Gear Rally | 1997           | Boss Game Studios              | Midway Games                    | JP, NA, PAL    | versenyzős/autós/rali               |
| Top Gear Rally 2 | 1999           | Saffire                        | Kemco                           | JP, NA, PAL    | versenyzős/autós/rali               |
| Toy Story 2: Buzz Lightyear to the Rescue                                                                                | 1999           | Traveller’s Tales              | Activision                      | NA, PAL        | kaland/kaland/3D platformer         |
| Transformers: Beast Wars Transmetals •Transformers: Beast Wars Metals 64JP                                               | 2000           | Pacific Coast Power & Light    | BAM! EntertainmentTakara        | JP, NA         | árkád/kaland/3D verekedős           |
| Triple Play 2000 | 1999           | Treyarch                       | Electronic Arts                 | NA             | sport/baseball                      |
| Turok: Dinosaur Hunter •Turok: Dzsiku szensiJP                                                                           | 1997           | Iguana Entertainment           | Acclaim Entertainment           | JP, NA, PAL    | kaland/first-person shooter         |
| Turok 2: Seeds of Evil •Violence Killer: Turok New GenerationJP                                                          | 1998           | Iguana Entertainment           | Acclaim Entertainment           | JP, NA, PAL    | kaland/first-person shooter         |
| Turok 3: Shadow of Oblivion                                                                                              | 2000           | Iguana Entertainment           | Acclaim Entertainment           | NA, PAL        | kaland/first-person shooter         |
| Turok: Rage Wars | 1999           | Iguana Entertainment           | Acclaim Entertainment           | NA, PAL        | kaland/first-person shooter         |
| Twisted Edge Extreme Snowboard •King Hill 64: Extreme SnowboardJP                                                        | 1998           | Boss Game Studios              | Midway Games                    | JP, NA, PAL    | sport/snowboard                     |
| Uccsan nancsan no hono no Challenge: Denrju ira ira bo                                                                   | 1997           | Yuke’s                         | Hudson Soft                     | JP             | játékműsor                          |
| V-Rally Edition ’99 | 1999           | Eden Games                     | Infogrames                      | JP, NA, PAL    | versenyzős/autós                    |
| Vigilante 8 | 1999           | Luxoflux                       | Activision                      | NA, PAL        | versenyzős                          |
| Vigilante 8: 2nd Offense                                                                                                 | 2000           | Luxoflux                       | Activision                      | NA, PAL        | versenyzős                          |
| Virtual Chess 64 | 1998           | Titus Software                 | Titus Software                  | NA, PAL        | társasjáték/stratégiai              |
| Virtual Pool 64 | 1998           | Celeris                        | Crave Entertainment             | NA, PAL        | sport/biliárd                       |
| Virtual Pro Wrestling 2: Odo keisó                                                                                       | 2000           | AKI                            | Asmik Ace                       | JP             | sport/birkózás                      |
| Virtual Pro Wrestling 64                                                                                                 | 1997           | AKI                            | Asmik Ace                       | JP             | sport/birkózás                      |
| Waialae Country Club: True Golf Classics                                                                                 | 1998           | T&E Soft                       | Nintendo                        | NA, PAL        | sport/golf                          |
| War Gods | 1997           | Eurocom                        | Midway Games                    | NA, PAL        | árkád/kaland/3D verekedős           |
| Wave Race 64 | 1996           | Nintendo                       | Nintendo                        | JP, NA, PAL    | sport/jet-ski                       |
| Wayne Gretzky’s 3D Hockey                                                                                                | 1996           | Williams Entertainment         | Midway Games                    | JP, NA, PAL    | sport/jégkorong                     |
| Wayne Gretzky’s 3D Hockey ’98                                                                                            | 1997           | Software Creations             | Midway Games                    | NA, PAL        | sport/jégkorong                     |
| WCW Backstage Assault | 2000           | Kodiak Interactive             | Electronic Arts                 | NA             | sport/birkózás                      |
| WCW Mayhem | 1999           | Kodiak Interactive             | Electronic Arts                 | NA, PAL        | sport/birkózás                      |
| WCW Nitro | 1999           | Inland Productions             | THQ                             | NA             | sport/birkózás                      |
| WCW vs. nWo: World Tour                                                                                                  | 1997           | AKI                            | THQ                             | NA, PAL        | sport/birkózás                      |
| WCW/nWo Revenge | 1998           | AKI                            | THQ                             | NA, PAL        | sport/birkózás                      |
| Wetrix | 1998           | Zed Two                        | Ocean                           | JP, NA, PAL    | árkád/kaland/logikai                |
| Wheel of Fortune | 1997           | GameTek                        | GameTek                         | NA             | játékműsor                          |
| Wipeout 64 | 1998           | Psygnosis                      | Midway Games                    | NA, PAL        | versenyzős/légpárnás hajó           |
| Wonder Project J2: Corlo no mori no Josette                                                                              | 1996           | Givro                          | Enix                            | JP             | stratégiai/szerepjáték              |
| World Cup 98 | 1998           | Electronic Arts                | Electronic Arts                 | NA, PAL        | sport/labdarúgás                    |
| World Driver Championship                                                                                                | 1999           | Boss Game Studios              | Midway Games                    | NA, PAL        | versenyzős/autós                    |
| Worms Armageddon | 2000           | Infogrames                     | Infogrames                      | NA, PAL        | stratégiai/logikai                  |
| WWF Attitude | 1999           | Iguana Entertainment           | Acclaim                         | NA, PAL        | sport/birkózás                      |
| WWF No Mercy | 2000           | AKI                            | THQ                             | NA, PAL        | sport/birkózás                      |
| WWF War Zone | 1998           | Iguana Entertainment           | Acclaim                         | NA, PAL        | sport/birkózás                      |
| WWF WrestleMania 2000 | 1999           | AKI                            | THQ                             | JP, NA, PAL    | sport/birkózás                      |
| Xena: Warrior Princess: The Talisman of Fate •Xena: Warrior PrincessPAL                                                  | 1999           | Saffire                        | Titus Software                  | NA, PAL        | árkád/kaland/3D verekedős           |
| Jakocsu II: Szacudzsin koro                                                                                              | 1999           | Athena                         | Athena                          | JP             | stratégiai/szerepjáték              |
| Yoshi’s Story | 1997           | Nintendo                       | Nintendo                        | JP, NA, PAL    | kaland/kaland/2D platformer         |
| Zool: Madzsu cukai denszecu                                                                                              | 1999           | Pandora Box                    | Imagineer                       | JP             | harcolós/stratégiai                 |

| Tartalomjegyzék                                                 |
| --------------------------------------------------------------- |
| Elejére 0–9 A B C D E F G H I J K L M N O P Q R S T U V W X Y Z |